# ستيف هاريسون
ستيف هاريسون (بالإنجليزية: Steve Harrison)‏ (26 ديسمبر 1952 ببلاكبول في المملكة المتحدة - ) هو مدرب كرة قدم ولاعب كرة قدم بريطاني في مركز الدفاع. لعب مع تشارلتون أثلتيك ونادي بلاكبول ونادي واتفورد وفانكوفر وايتكابس.

## وصلات خارجية
- ستيف هاريسون على موقع قاعدة بيانات كرة القدم.إي يو (الإنجليزية)